# Ronald Zehrfeld
Pour les articles homonymes, voir Zehrfeld.
Ronald Zehrfeld, né à Berlin-Est (République démocratique allemande) le 15 janvier 1977, est un acteur allemand.

## Biographie
Ronald Zehrfeld grandit à Berlin dans le quartier de Schöneweide (de). Son père, ingénieur, et sa mère, économiste, travaillent tous les deux pour la compagnie aérienne de la RDA Interflug. À cinq ans, au jardin d'enfants, on découvre chez Zehrfeld des talents pour une carrière sportive dans le judo. Il fréquente alors une école de sport-études à Hohenschönhausen et pratique intensivement le judo jusqu'à l'âge de 14 ans. À 11 ans, il remporte le titre de champion junior de judo de la RDA.
Lors de la réunification, Ronald Zehrfeld, qui avait alors douze ans, était trop jeune pour intégrer l'équipe de judokas ouest-allemands. Il abandonne alors le judo : « La douleur était trop grande de savoir le rêve olympique envolé », a t-il alors déclaré. Il passe l'Abitur en 1996, puis quelques « années sauvages à Treptow ». Il  effectue son service civil puis commence des études de littérature et de sciences politiques à l'université Humboldt de Berlin tout en accomplissant des voyages. C'est la participation à un atelier de théâtre qui suscité son intérêt pour le jeu théâtral. Il étudie alors à l'Académie des arts dramatiques Ernst Busch à Berlin.
C'est alors qu'il est remarqué par Peter Zadek pour jouer au Deutsches Theater de Berlin (entre autres Mère Courage en 2003). Puis, après ses études, il travaille avec des metteurs en scène renommés au Berliner Ensemble (Peer Gynt en 2004) et au théâtre Sankt Pauli-Theater (de) de Hambourg (Bitterer Honig (en) en 2006).
Pour son rôle du plus proche collaborateur de Fritz Bauer dans le film homonyme (2015), Zehrfeld obtient sa première récompense en 2016 avec le prix du meilleur second rôle masculin du Deutschen Filmpreis.
Ronald Zehrfeld vit dans le quartier de Berlin-Prenzlauer Berg. Il est père d'une fille.

## Filmographie partielle

### Au cinéma
- 2006 : Le Perroquet rouge (Der rote Kakadu) : Wolle
- 2006 : Goldjunge : Ronny
- 2008 : In jeder Sekunde : Ben Weissner
- 2009 : 12 Meter ohne Kopf : Klaus Störtebeker
- 2011 : Die Unsichtbare : Joachim
- 2012 : Barbara : André
- 2012 : On voulait prendre la mer (Wir wollten aufs Meer) : Matthias Schönherr
- 2013 : Finsterworld : Tom
- 2014 : Les Sœurs bien-aimées (Die geliebten Schwestern) : Wilhelm von Wolzogen
- 2014 : Hundekopftee : Bernd
- 2014 : Phoenix : Johannes 'Johnny'
- 2014 : Rico, Oskar und die Tieferschatten : Simon Westbühl
- 2014 : Vergiss mein Ich : Roman
- 2014 : Wir waren Könige : Kevin
- 2014 : Entre deux mondes (Zwischen Welten) : Jesper
- 2015 : Fritz Bauer, un héros allemand (Die Heimatlosen/Fritz Bauer) : le procureur Karl Angermann
- 2015 : Rico, Oskar und das Herzgebreche
- 2018 : La Révolution silencieuse (Das schweigende Klassenzimmer) : Hermann Lemke
- 2018 : La Fin de la vérité (Das Ende der Wahrheit (de)) de Philipp Leinemann (de) : Martin Berhens
- 2019 : Sweethearts (de) de Karoline Herfurth
- 2019 : Retour à Budapest de Florian Koerner von Gustorf : Paul
- 2022 : Alle reden übers Wetter d'Annika Pinske :
- 2023 : Ingeborg Bachmann - Reise in die Wüste de Margarethe von Trotta : Max Frisch
- 2024 : Sterben de Matthias Glasner :
- 2024 : La Belle Affaire ( 	Zwei zu Eins) de Natja Brunckhorst

### À la télévision
- 2010 : Im Angesicht des Verbrechens : Sven Lottner
- 2017 : 4Blocks : Rainer, Ruffi (Ruff)
- 2020 : Babylon Berlin : Walter Weintraub
- 2020 : Barbares : Berulf